# 孫岳
孫岳（1878年—1928年5月27日），本名孫耀，字禹行，直隶省高陽县人，中华民国军事将领。

## 生平

### 革命派的活動
明朝兵部尚書孫承宗的後裔。孫岳幼年中秀才，當他知道祖先被清兵殺害後，開始出現强烈的華夷思想，於是沒有再考举人。1904年（光緒30年），他入学保定武备学堂砲兵科。1906年（光緒32年），他入陸軍行营軍官学堂（后来的陸軍大学）第2期速成科学习。後来，孫岳加入中国同盟会。
1909年（宣統元年）毕业后，他历任北洋陸軍第3鎮第9標第3营管带，中校参謀。1911年（宣統3年），他参加了王金銘、施从云、馮玉祥等领导的滦州起义，起义失败，孫遭到罷免。其後，他南下南京参加革命派的起义。他任蘇松寧揚鎮五路軍总司令，驻長江以北，同清軍展开激战。此后他被任命为陸軍第9師師長。
中华民国成立後，孫岳被江西都督李烈鈞招聘，任参赞軍務兼督办廬山牧場。1913年（民国2年）二次革命爆发，他任讨伐袁世凱的討袁第1路軍总司令。后来二次革命失败，他和李烈鈞流亡日本。此后，他秘密归国，到陝西省華山隠居。其间，他和後来国民軍的同僚胡景翼相识，策划响应護国战争。

### 甲子政變
1916年（民国5年）6月袁世凱死去后，北京政府内的皖系、直系、奉系3大勢力分别发展。孫岳因为同曹錕的交流而加入直系，任曹錕部的軍官教導团团長。此後，他先后参加了直皖战争、第一次直奉战争。1922年（民国11年），他任第15混成旅旅長兼冀南鎮守使，驻河北省大名。
1923年（民国12年）10月，孫文下令讨伐曹錕，孫文手下的李石曾访问孫岳。孫岳和李石曽是滦州起義以前就相识的朋友。当时孫岳自身也受到吴佩孚的压迫，遂承诺投向孫文方面。1924年（民国13年）9月第二次直奉战争爆发前後，孫岳同馮玉祥、胡景翼联络，结成秘密同盟。孫岳被未察知此事的曹錕任命为京畿警備副司令，负责北京的治安。乘吴佩孚軍开到直奉战争前线之机，10月19日冯玉祥发出指示。10月23日，孫岳和冯玉祥手下的鹿鍾麟控制北京，時為甲子年，故稱甲子政變，又称北京政变。

### 国民軍副司令
此後，馮玉祥的国民軍成立。孫岳任副司令兼國民軍第三軍軍長，支持邀请孫文访问北京。此外，孫岳率軍將直系在华北的殘餘勢力徹底趨逐，第三軍後駐防保定安定秩序并扩充军備，在駐防保定期間，第三軍接收了北洋政府開辦的保定航空隊，在前部下兼保定航校畢業生楊鶴霄的建議下，第三軍成立航空司令部，管理在保定的空軍武力。1925年（民国14年），孫岳擔任豫陝甘剿匪总司令。8月，他任陝西督办。11月，国民軍同奉系的直隸省長兼軍務督辦李景林軍激战獲勝，在驅逐奉系的治理者後，孫岳兼任直隷軍務督办兼省長。
1926年（民国15年）1月，因反奉戰爭失敗的馮玉祥發電下野。孫岳在這時作為冯玉祥的代理人成為國民軍的總指揮官，率領國民軍繼續與張作霖的奉系軍閥、吳佩孚的直系軍閥和閻錫山的晉系軍閥聯軍纏鬥，起初孫岳在对阵奉軍的前线任前敵总指揮。后来国民軍在多面圍攻下區居劣勢，作為主帥的孫岳因積勞成疾，在同年3月病倒。此後，孫岳退出了西北軍相關統帥事務，孫岳因病而未能如愿参加五原誓師以及国民政府北伐。在國民軍與廣州國民政府合作後，孫岳被国民政府任命为河南省政府委員、軍事委員会委員，保持了作为国民政府中的一員的地位。
1928年（民国17年）5月27日，孫岳在上海病逝。享年51岁。

## 延伸阅读
[在维基数据编辑]
 在维基共享资源阅览影像